# L'Art de la fugue (film)
Pour l’article homonyme, voir L'Art de la fugue.
Pour plus de détails, voir Fiche technique et Distribution.
L'Art de la fugue est un film français réalisé par Brice Cauvin tourné en 2012 et sorti en France le 4 mars 2015. Il s'agit de l'adaptation du roman éponyme de Stephen McCauley.

## Synopsis
Francis et Nelly tiennent une boutique de vêtements masculins qui périclite à Saint-Denis. Ils ont trois fils : Antoine vit avec Adar mais est attiré par d'autres hommes. Il travaille avec une amie proche, Ariel. Son frère Gérard est chômeur, en instance de divorce et père. Ariel s'intéresse à lui, contre toute attente. Le troisième, Louis, fiancé à la jolie Julie qui plaît beaucoup à ses parents, a entamé une relation à Bruxelles, où il travaille, avec Mathilde.

## Fiche technique
- Titre : L'Art de la fugue
- Titre anglais : The Easy Way Out
- Réalisation : Brice Cauvin
- Scénario : Brice Cauvin, Raphaëlle Valbrune-Desplechin et Agnès Jaoui
- Photographie : Marc Tevanian
- Montage : Agathe Cauvin
- Son : Pierre Tucat
- Musique : François Peyrony
- Supervision musicale : Arnaud Boivin et Martin Caraux
- Casting : Nicolas Ronchi, Stéphane Gaillard et Elisabeth Guthmann
- Costumes : Jean-Marc Mireté et Dominique Cristina
- Décors : Catherine Cosme et Benjamin Lamps
- Dates de tournage : du 30 septembre 2013 au 22 octobre 2013[1]
- Lieux de tournage : Bruxelles (notamment l'Atomium), Paris (notamment la Gare du Nord), Seine-Saint-Denis (Les Lilas, Romainville, Les Pavillons-sous-Bois, Saint-Denis), aéroport de Paris-Orly
- Producteur : Georges Fernandez
- Sociétés de production : Hérodiade et Alvy Développement
- Pays d'origine :  France
- Producteur délégué : Nicolas Guiot
- Producteur exécutif : Rauridh Laing
- Sociétés de distribution : KMBO (France)
- Durée : 100 minutes
- Genre : comédie de mœurs
- Langue : français
- Format : couleur - 1.85 : 1 - Panavision Alga
- Budget : 2,72M €[2]
- Dates de sortie :
  - Festival du film de La Réunion : 10 octobre 2014
  - France : 4 mars 2015 (sortie nationale)
  - DVD : 8 juillet 2015
  - VOD : 1er juillet 2015
- Visa d'exploitation no 120 339
- Box-office Europe : 137 499 entrées[3]

## Distribution
- Agnès Jaoui : Ariel
- Laurent Lafitte : Antoine
- Benjamin Biolay : Gérard
- Nicolas Bedos : Louis
- Bruno Putzulu : Adar
- Élodie Frégé : Julie
- Aksel Ustun : Murat
- Romain Berger : Yalcin
- Guy Marchand : Francis
- Alice Belaïdi : Franette
- Didier Flamand : Chastenet
- Irène Jacob : Mathilde
- Arthur Igual : Alexis
- Marie-Christine Barrault : Nelly
- Massimo Di Napoli : L'amant d'Adar
- Djimoding Souaré : M. Ankaoua
- Cynthia Liebow : Madame Chaussette
- Sophie Obadia : Cliente ourlet
- Antonio Interlandi : Ami d'Ariel
- Romain Goupil : Ami Ariel
- Dario Lan Franca : Militant ami Ariel
- Ferdinand Doumic : Musicien Ariel
- Théodore Doumic : Musicien Ariel
- Vantha Talisman : Soumaly Pham
- Joakim Latzko : Garçon RER
- Romain Masi : Garçon au vélo
- Gray Orsatelli : Garçon au vélo
- Alexandre Van Landuyt : Un joueur de poker
- Vincent Lecuyer : Gilbert, Alias Romain, Alias Zoltan
- Erwan Marinopoulos : L'agent immobilier
- Léonore Confino : La copine encombrante d'Ariel
- Julien Baumgartner : Thibault, Le directeur financier
- Juliette Besson : la serveuse de la gare
- Isabelle Vellay : La dame qui n'aime pas la fumée de cigarette
- Charles Aznavour : Lui-même (images d'archives - non crédité)
- Gilbert Bécaud : Lui-même (images d'archives - non crédité)
- Mireille Mathieu : Elle-même (images d'archives - non créditée)
- Judith El Zein : Helene

## Autour du film
- Deuxième rôle au cinéma pour Elodie Frégé après Potiche de François Ozon en 2010.

## Musiques additionnelles
- Agnès Jaoui et Benjamin Biolay visionnent sur un écran d'ordinateur dans le film l'archive d'une émission télévisée du 15 mai 1973, Top à Charles Aznavour. Dans cette émission Charles Aznavour sélectionne neuf de ses chansons qui seront interprétées en live par son invité et lui. Dans l'extrait de l'émission présent dans le film, l'invitée est Mireille Mathieu, et le titre interprété est Celui que j'aime[4]. La séquence visionnée dans le film est disponible sur ce lien. L'orchestre accompagnant les chanteurs est dirigé par Pierre Porte. Puis ils visionnent l'extrait d'une interprétation de Je reviens te chercher de et par Gilbert Bécaud.
- Les autres musiques additionnelles sont :
  - Fugue d'Antonio Vivaldi interprété par The Swingle Singers,
  - Requiem de Mozart - section Quam Olim Abrahae - interprété par The Swingle Singers,
  - Never let me go de Stacey Kent,
  - Concerto en sol de Ravel,
  - Ouvre les yeux de Francis Jacob, interprété par Irène Jacob,
  - 6 quintettes avec violoncelles op. 11 (1771) de Luigi Boccherini dont le no 5 contient le célèbre Menuet,
  - Milles colombes de Mireille Mathieu,
  - Poor Boy interprété par The dashboard saints